# ГЕС Ломен
ГЕС Ломен — гідроелектростанція у південній частині Норвегії, за 160 км на північний захід від Осло. Знаходячись між ГЕС Kalvedalven та малою ГЕС Fossheimfoss (1,9 МВт), становить другий ступінь однієї з гілок гідровузла у сточищі річки Бегна, що після проходження через озеро Сперіллен під назвою Ådalselva зливається з Randselva, утворюючи річку Драмменсельва (дренується до Drammensfjorden — затоки Осло-фіорду).
Для роботи станції Ломен задіяли перетворену на сховище водойму Øyangen з річково-озерного ланцюжку, котрий після озера Heggefjorden приєднується праворуч до іншої річково-озерної системи, остання з численних ланок якої носить назву Neselvi та впадає ліворуч до Бегни. Øyangen має припустиме коливання рівня поверхні в діапазоні 8,3 метра та корисний об'єм 44 млн м3. При цьому вище по течії, перед станцією Kalvedalen, працюють ще чотири сховища — Olevatn (Olefjorden), Fleinsendin, Sendebotntjern та Rysntjern, два останні з яких мають діапазон коливання у 20 метрів, а найбільша — Olevatn — 13 метрів, що й забезпечує накопичення основного ресурсу (загальна ємність цих чотирьох водойм сягає 119 млн м3).
З Øyangen починається дериваційний тунель довжиною 6 км з перетином 27 м2, який прямує під водорозділом з долиною Бегни. На завершальному етапі тунель переходить у напірний водовід довжиною 0,7 км до все так же підземного машинного залу, доступ до якого здійснюється через тунель довжиною 0,6 км.
Основне обладнання станції становить одна турбіна типу Френсіс потужністю 54,5 МВт, яка при напорі у 307 метрів забезпечує середньорічне виробництво 156 млн кВт-год.
Відпрацьована вода по відвідному тунелю довжиною 1,2 км з перетином 27 м2 потрапляє до розташованого на Бегні озера Slidrefjorden (Slidrevatn). Вихід цієї споруди розташований на 15 метрів нижче поверхні Slidrefjorden.
Видача продукції відбувається по ЛЕП, розрахованій на роботу під напругою 132 кВ.